# Sorbia tarsalis
Sorbia tarsalis är en skalbaggsart som beskrevs av Francis Polkinghorne Pascoe 1865. Sorbia tarsalis ingår i släktet Sorbia och familjen långhorningar.
Artens utbredningsområde är Sarawak. Inga underarter finns listade i Catalogue of Life.